# Baie de Baring
La baie de Baring (en anglais Baring Bay), est une voie navigable de l'Arctique dans la région de Qikiqtaaluk, au Nunavut, au Canada. 
Elle se situe au large de la côte sud-ouest de l'île Devon, dans l'Extrême-Arctique oriental. Comme la baie Macormick au sud, elle est un bras du canal de Wellington.
Elle a été nommée en 1850-1852 en l'honneur de Francis Thornhill Baring (1796-1866), alors Premier Lord de l'Amirauté, avec le détroit de Baring (aujourd'hui Northumberland Sound), la terre de Baring et l'île de Baring (aujourd'hui l'île Banks). Le cap Baring (la pointe nord-ouest de l'île Victoria) et le canal de Baring (entre les îles Russell et Prince-de-Galles) ont également été nommés en son honneur, mais plus tard.

## Histoire
En août 1852, la baie de Baring est le point de départ d'une expédition dirigée par Robert McCormick à la recherche de John Franklin et de son expédition disparue.